# 윤여규
윤여규(1974년 7월 28일 ~ )는 대한민국의 가수로, 2000년에 1집 음반 《measseage》로 데뷔하였다. 이후 2003년에 2집 《cry》를 발표하였다. 그룹 큐피트에 소속되어 있다.